# Wiener Opernball

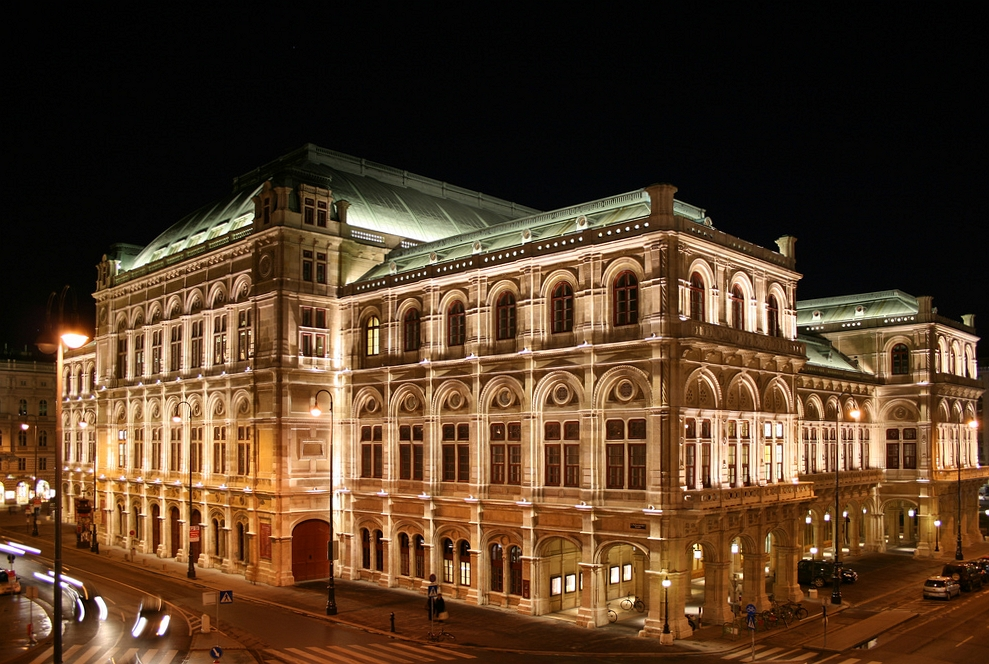
Die Wiener Staatsoper: Schauplatz des Opernballs

Der Wiener Opernball ist jedes Jahr neben dem Philharmonikerball der gesellschaftliche Höhepunkt der Ballsaison im Wiener Fasching. Er findet immer in der Wiener Staatsoper statt, üblicherweise am letzten Donnerstag vor dem Aschermittwoch.
Der Opernball ist mit 5150 Gästen der größte Treffpunkt Österreichs für Kulturschaffende, Unternehmer und Politiker aus dem In- und Ausland. Inklusive Mitwirkenden und Beschäftigten des Hauses bevölkern am Ballabend rund 7000 Personen die Staatsoper. 180 Paare aus dem In- und Ausland eröffnen den Ball.
Die Ballbesucher und der Werbeeffekt für den österreichischen Tourismus haben sich zu einem Wirtschaftsfaktor in Wien entwickelt.

## Geschichte

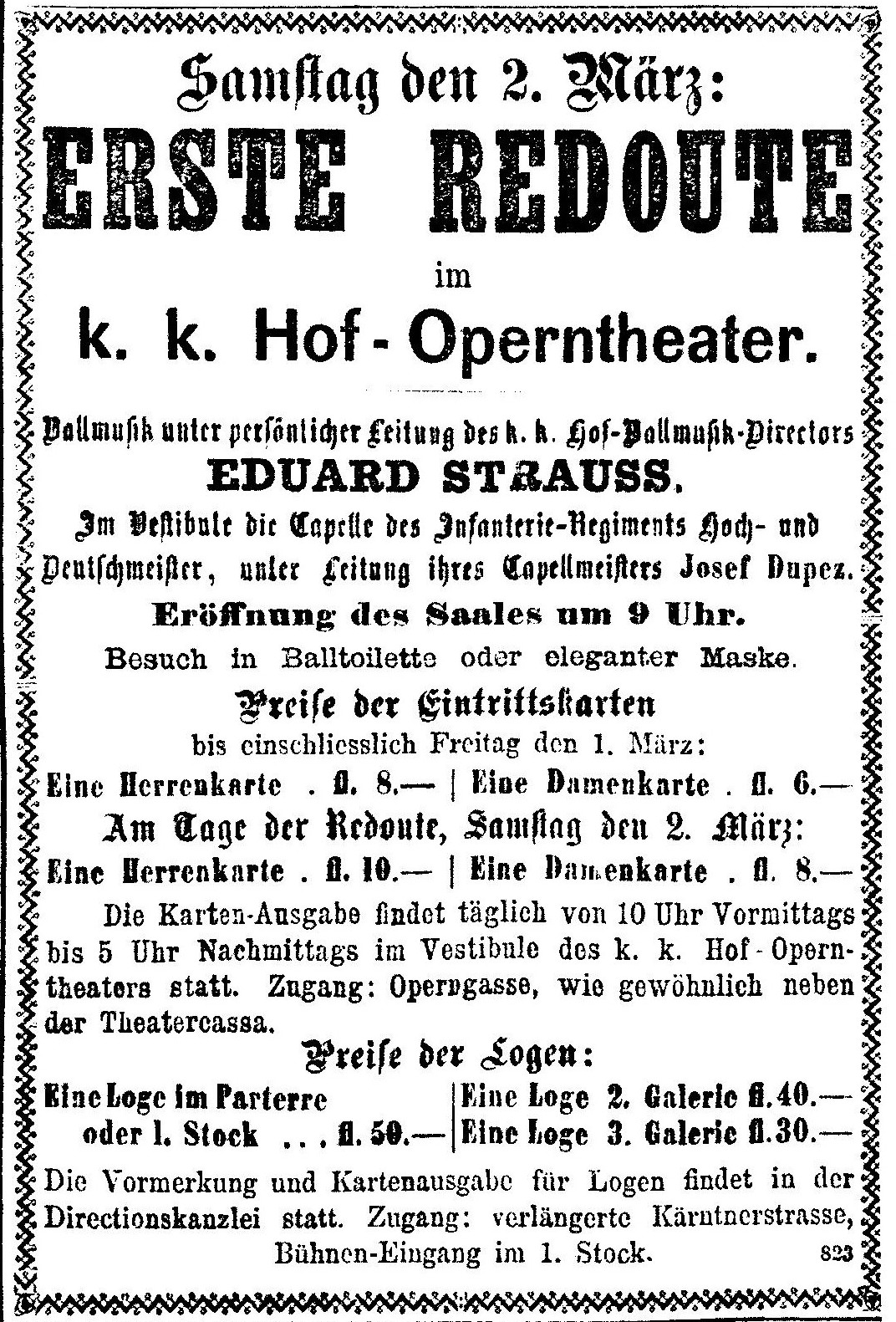
Zeitungsannonce in Die Presse für die Erste Redoute im k. k. Hof-Operntheater am 2. März 1878

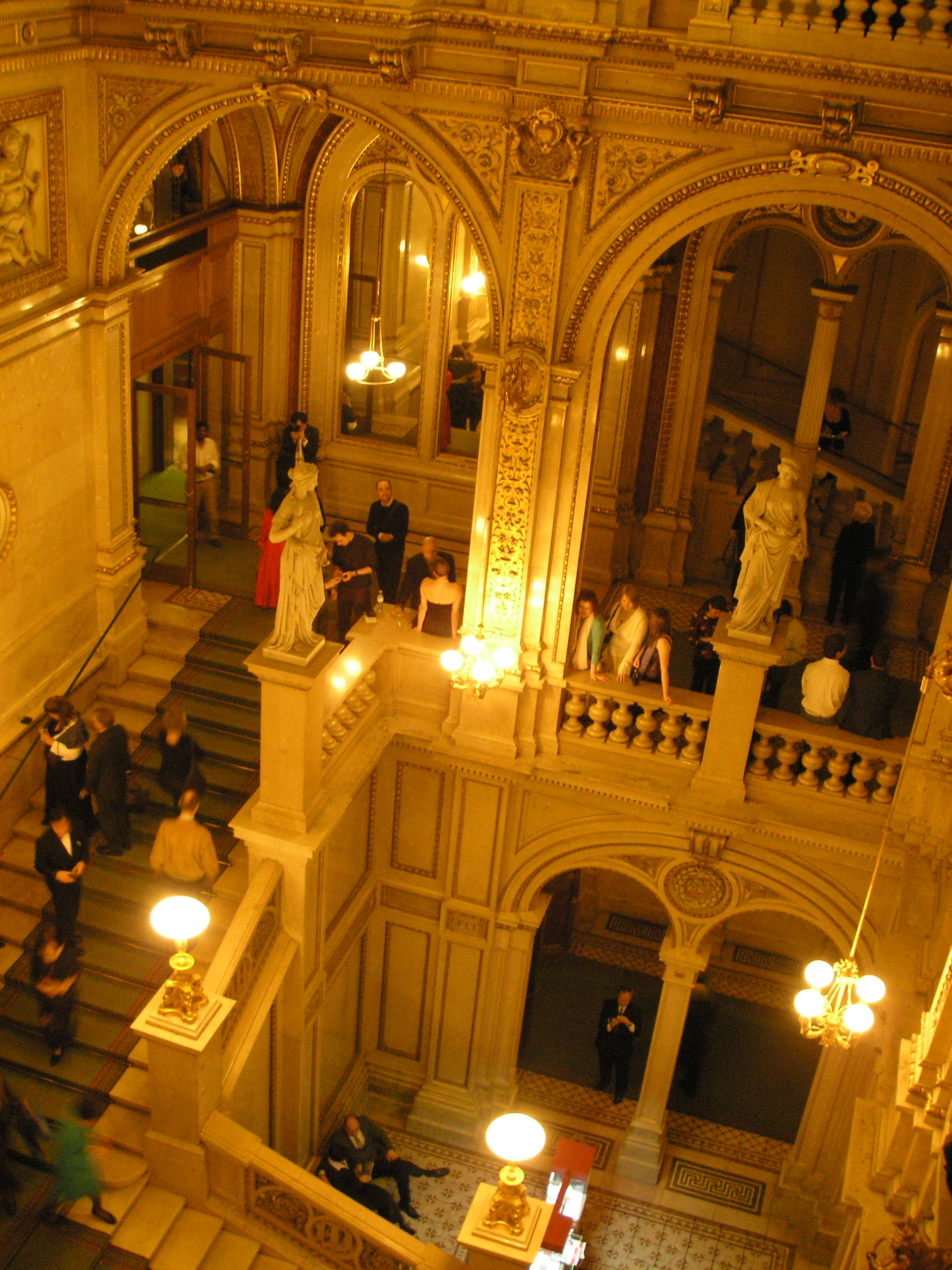
Das berühmte Stiegenhaus der Oper – Treffpunkt während des Opernballs

Die Tradition von Opernbällen geht zurück ins Paris des 18. Jahrhunderts und auf die Zeit des von 1814 bis 1815 dauernden Wiener Kongresses. An dieses politische Ereignis anschließend organisierten die Kulturschaffenden der Hofoper Tanzveranstaltungen. Ein Opernball am heutigen Standort fand erstmals als Hofopern-Soirée am 11. Dezember 1877 statt, unterschied sich in Ablauf, Charakter und Zielsetzung aber stark von dem 1935 vom austrofaschistischen Regime eingeführten Opernball. Einnahmen aus dieser Veranstaltung waren dem Opernpensionsfonds gewidmet. Der Name rührt auch daher, dass nach dem Willen des Kaisers nicht hätte getanzt werden sollen, da er tumultartige Zustände wie bei den Pariser Opernbällen befürchtete.
Johann Strauss (Sohn) dirigierte das Hofopernorchester, und als sein Bruder Eduard Strauß mit der Strauß-Kapelle erstmals seine Opern-Soirée-Polka aufführte, wurden die Sessel beiseite geräumt und es wurde getanzt. Der Programmzettel zur zweiten Hofopern-Soirée am 15. Jänner 1878 trug den Untertitel (Ball.), ebenso wie die Dritte und letzte Hofopern-Soirée in jenem Jahr am 23. Februar. Am 2. März 1878 fand die Erste Redoute im k. k. Hof-Operntheater statt. Die Nachfrage nach Karten war so groß, dass einen Tag vor Beginn der Veranstaltung „nur mehr einige Logen in der dritten Galerie“ verfügbar waren. Nichtsdestoweniger herrschte bei Kritikern der Eindruck, neun von zehn Besuchern hätten das Gefühl „[s]o ennuyirt und so blasirt“ gehabt, d. h. sich „grenzenlos gelangweilt“ zu haben. In der Folge fanden bis 1899 jährlich zwei, manchmal drei Redouten statt, die durchnummeriert waren. Die Frauen waren bis Mitternacht maskiert.
Nach dem Ende der Donaumonarchie fand bereits am 29. Jänner 1921 („zugunsten der Altpensionisten der beiden Staatstheater“) die erste Redoute der Ersten Republik statt, am 8. Februar die zweite. Allgemein wurden sie schon Opernredoute genannt. Dies war auch der Titel für die folgenden einzelnen Veranstaltungen in den Jahren 1924, 1928 und 1929.
Der erste auch sogenannte Opernball wurde am 26. Jänner 1935 unter dem Ehrenprotektorat von Bundeskanzler Kurt Schuschnigg zugunsten der Winterhilfe 1934/35 veranstaltet. Zwei Jahre nach der Ausschaltung des Parlaments und ein Jahr nach der Niederschlagung der Februarkämpfe sollte der Opernball ein positives Bild der Diktatur im In- und Ausland schaffen. Seitdem findet er (fast) alle Jahre am letzten Donnerstag im Fasching in der Wiener Staatsoper statt. Ausnahmen waren meist Zeiten militärischer Auseinandersetzungen, wie der Zweite Weltkrieg ab September 1939 und die Besatzungszeit bis 1955 danach. Davor und knapp ein Jahr nach dem „Anschluss Österreichs“ wurde der Ball am 21. Februar 1939 auf Anordnung der deutschen Reichsregierung abgehalten. Trotz politischer Differenzen zum Vorgängerregime setzte auch die nationalsozialistische Kulturpolitik auf den Wiener Opernball als „Erfundene Tradition“, deren Wurzeln in das 19. Jahrhundert verlegt wurden. Die 1898 uraufgeführte Operette Der Opernball, deren Handlung in Paris angesiedelt ist, wird in der nationalsozialistischen Verfilmung nach Wien verlegt und so eine vermeintliche Kontinuität des Wiener Opernballs ins 19. Jahrhundert unterstrichen.
Am 9. Februar 1956 wurde er erstmals nach dem Zweiten Weltkrieg wieder veranstaltet. In dieses Jahr fällt auch die zweite Verfilmung der ursprünglich in Paris angesiedelten Opernball-Operette. Eine Unterbrechung folgte 1991 auf Grund des Zweiten Golfkriegs, da man die Sicherheit der zahlreichen in- und ausländischen Gäste nicht garantieren konnte.
Am 7. Februar 1962 trat Herbert von Karajan (1908–1989) von der künstlerischen Leitung der Wiener Staatsoper zurück, was die Bundestheaterverwaltung den Ball auf den 1. März des Jahres festlegen ließ, bei dem etwa Königin Beatrix (damals Prinzessin) zu Besuch war.
1978 besuchten Juan Carlos I. und seine Gemahlin Sophia den Opernball.
2005 wurde der Wiener Opernball erstmals zur „rauchfreien Zone“ erklärt. Lediglich in zwei Rauchersalons und dem Anbau des Logenumganges durfte geraucht werden. 2007 waren erstmals Blindenhunde beim Opernball erlaubt. Seit der Saison 2008/09 besteht in der Wiener Staatsoper ein generelles Rauchverbot – für den Opernball wurden jedoch kleinere Raucherbars eingerichtet.
Seit dem Opernball 2011 wirken auch die Wiener Philharmoniker bei der Eröffnung mit. Am 4. Februar 2016 fand der 60. Wiener Opernball seit der Wiedereröffnung 1955 statt. Aufgrund der COVID-19-Pandemie entfiel der Opernball 2021 und 2022.

## Organisation

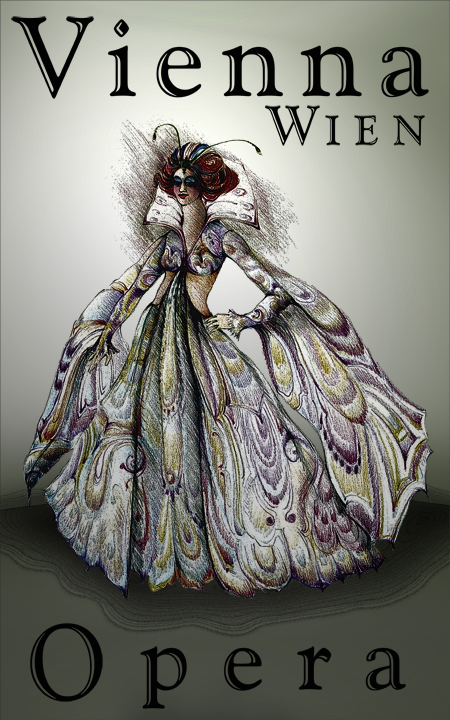
Poster

Zwei Tage vor dem Ball wird die Wiener Staatsoper in einen großen Ballsaal verwandelt. Mit dem Umbau und der Dekorierung wird unmittelbar nach der letzten Vorstellung am Montag um etwa 22 Uhr begonnen, somit stehen bis zum Einlass am Donnerstag um 20:30 Uhr etwa 70 Stunden zur Verfügung. Als eine der ersten Tätigkeiten wird die Bestuhlung des Parterres demontiert und auf einem Gerüst ein Fußboden eingezogen, sodass dieser mit der Bühne eine ebene Fläche von etwa 850 m² bildet.
Die Idee, die verschiedenen Ebenen von Parkett, Orchestergraben und Bühne zu einem einzigen Tanzparkett umzubauen, stammt von Willy Elmayer, welcher in den 1920er Jahren die Aufgabe übertragen bekam, den Opernball als großen Staatsball zu gestalten. Nach vielen Jahren Widerstand stimmten die Bundestheater kurz vor Ausbruch des Zweiten Weltkriegs zu. Zusätzlich zu den 76 Ranglogen werden seit 1985 ergänzend 34 Bühnenlogen in drei Rängen aufgebaut, die teilweise als Doppellogen ausgeführt sind. Seit 2008 wird vor dem Haupteingang am Ring ein überdachtes und abgeschirmtes Entrée von 30 × 6,5 m mit rotem Teppich aufgebaut.
Insgesamt sind etwa 650 Personen mit dem Umbau beschäftigt. Am Mittwochabend findet die Generalprobe für die etwa eine Stunde dauernde Eröffnung statt. Am Donnerstagmorgen nimmt die Behörde die Umbauten ab, danach können noch Mängel behoben und die Dekoration ergänzt werden.
Organisatorinnen des Opernballs:
- 1956–1980: Christl Schönfeldt
- 1981–1996: Lotte Tobisch-Labotýn
- 1999–2007: Elisabeth Gürtler-Mauthner
- 2008–2016: Desirée Treichl-Stürgkh
- 2017–2020: Maria Großbauer[19]
- 2023–2024: Komitee bestehend u. a. aus Nadja Swarovski (bis 2023),[20] Birgit Reitbauer und Maryam Yeganehfar

Eine weitere Neuerung der Opernballorganisatorin Elisabeth Gürtler war, die begehrten und prestigeträchtigen Parterre- und Ranglogen im Zuschauerraum der Wiener Staatsoper nur noch an Donatoren der Oper zu vermieten. Nun müssen auch langjährige Opernball-Stammgäste einen Jahresbeitrag von 36.800 Euro (plus 10 % Umsatzsteuer) leisten, um weiterhin ihre Logen halten zu können. Ansonsten stehen ihnen nur noch die weniger angesehenen Bühnenlogen zu jeweils 16.000 Euro zur Verfügung.
Die Eröffnung des Balles stand 2008 mit einem Fußballballett (Choreographie: Giorgio Madia, Musik von Moritz Eggert) im Zeichen der Fußball-Europameisterschaft 2008. Giorgio Madia war auch in den Jahren 2005 und 2010 für die Choreographie verantwortlich.
Seit dem Opernball 2009 wird die Choreographie der Eröffnungszeremonie jedes Jahr an eine andere Tanzschule aus jeweils einem anderen Bundesland vergeben, vorher war dies Aufgabe der Tanzschule Mühlsiegel in Kooperation mit der Tanzschule Elmayer. Klaus Mühlsiegel steuerte hierbei die Choreographie bei, und die Tanzschule Elmayer zeichnete für den Wiener Walzer sowie das Einstudieren der Choreographie verantwortlich. Von 2009 bis 2018 hatte Roman E. Svabek von der gleichnamigen Tanzschule als Zeremonienmeister des Opernballs die Gesamtleitung der Eröffnung inne. 2019 soll Tanzlehrer Dominik Truschner für den Einzug des Komitees und den Walzer verantwortlich sein, die Publikumsquadrillen sollen von Maria Santner, ihrem Bruder Christoph Santner sowie Dominik Truschner abwechselnd angesagt werden.
Die Verantwortlichen für die Choreographie der Eröffnungspolonaise:
- 2009: Tanzschule Kummer, Graz
- 2010: danceschool horn, Linz sowie Tanz&more Werner Dietrich, Bad Mitterndorf
- 2011: Tanzschule Hieble, Dornbirn
- 2012: Tanzschule isi-dance, Bruck an der Leitha
- 2013: Tanzschule Iris Huber, Villach
- 2014: Tanzschule Fränzl, Mödling sowie Tanzschule Eddy Franzen, Wien
- 2015: Tanzschule Luger, Salzburg (Brigitte Wlodkowski-Luger)[23]
- 2016–2018: Tanzschule Svabek, Wien (Elisabeth und Roman Svabek)
- 2019–2020 und 2023–2024: Tanzschule Santner, Oberösterreich (Maria Santner und Christoph Santner)[22]

2010 gab es erstmals eine Neuerung beim Einzug des Jungdamen- und Herrenkomitees: Es zogen bereits zu Beginn, nach den Hymnen, alle 176 Tanzpaare zu Frédéric Chopins Polonaise in A-Dur, Op. 40 ein, um nach den künstlerischen Darbietungen den Ball zu Johann Strauss’ Warschauer-Polka zu eröffnen.
Nach dem Ball wird der Blumenschmuck zu einem Teil von den letzten Ballbesuchern mitgenommen, und um 6 Uhr wird mit dem Reinigen und dem Rückbau begonnen. War dieser früher bis Freitagabend vollendet, lässt man sich nun einen Tag mehr Zeit. Am Freitagnachmittag finden noch am Ballparkett seit 2003 zwei konzertante Aufführungen der Zauberflöte für Kinder statt, zu der etwa 7.000 Besucher aus ganz Österreich kommen. Bis zum Samstagabend ist der Rückbau abgeschlossen, und es findet die erste reguläre Vorstellung statt.

## Eröffnung

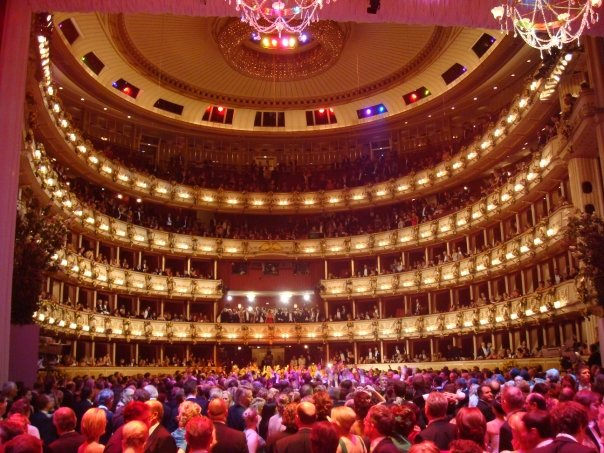
Der Opernball von 2009

Bei der Eröffnung sind die Ballbesucher im Ballsaal entweder in den Bühnen- oder in den Ranglogen oder stehend am Rand der Tanzfläche hinter Kordeln, die von Kordelhaltern gehalten werden. Direkt unter der Mittelloge sind die Künstler und Künstlerinnen der Wiener Staatsoper versammelt. Am anderen Ende des Ballsaals, bei den Bühnenlogen sitzt zum einen in der Mittelloge das Opernballorchester und auf der Tanzfläche das Bühnenorchester der Wiener Staatsoper, welches aber nach der Eröffnung die Tanzfläche wieder verlässt. Ballbesucher, die sich während der Eröffnung nicht im Ballsaal, sondern in den vielen anderen Räumen und Sälen aufhalten, können diese über die zahlreichen im Gebäude verteilten Bildschirme ansehen.
Der Ball beginnt um 22:00 Uhr mit dem Eintreffen des Bundespräsidenten und der Bundesminister in der Mittelloge unter den Klängen der von Karl Rosner komponierten Opernball-Fanfare. Unmittelbar nach der österreichischen Bundeshymne und der Europahymne zieht das Jungdamen- und Herrenkomitee, welches aus rund 180 Tanzpaaren besteht, zu den Klängen einer Polonaise (traditionell die Fächerpolonaise von Carl Michael Ziehrer) in Formation von der Hinterbühne in den Ballsaal ein und positioniert sich jeweils in einer Reihe am linken und rechten Rand vor den Kordeln, um den folgenden Gesangs- und Tanzeinlagen Platz zu machen. Nach diesen Einlagen formiert sich das Jungdamen- und Herrenkomitee wieder auf der Tanzfläche und zeigt seine Tanzchoreographie. Anschließend tanzt es Walzer zu An der schönen blauen Donau, im Zuge dessen traditionell mit dem von Johann Strauss jun. geprägten Kommando „Alles Walzer“ die Tanzfläche schließlich für alle freigegeben wird.

## Das Opernhaus während des Balles
Die Wiener Staatsoper wird während des Balles vom Keller bis zum Dachboden geöffnet und ist für alle bespielbar, begehbar und betanzbar. Im Ballsaal wird nach der Eröffnung abwechselnd von einem Orchester und von einer Band Tanzmusik teilweise mit Gesang gespielt. Zu Mitternacht, um 2 und 4 Uhr gibt es eine Quadrille mit anschließendem Galopp. Daneben gibt es im ganzen Gebäude noch zahlreiche andere Säle und Bereiche, in denen Musik von verschiedenen Bands gespielt wird.
Im Schwind-Foyer oberhalb der Feststiege richten die Casinos Austria jedes Jahr extra für den Opernball einen Glücksspielbetrieb ein. Es werden Restaurants, Champagnerbars, Austernbars sowie eine Disco und ein Heuriger (im Philharmonikerzimmer) eingerichtet. Für den Großteil des Caterings beim Opernball zeichnet die Wiener K.u.K. Hofzuckerbäckerei Café Gerstner verantwortlich.
Der Teesalon der Wiener Staatsoper, der direkt vor der Mittelloge liegt, ist auch am Abend des Opernballes nicht für die Öffentlichkeit zugänglich. Er bleibt den Künstlern der Wiener Staatsoper sowie den offiziellen Gästen des Balles vorbehalten.
Beendet wird der Ball um 5 Uhr früh. Traditionsgemäß spielt das Opernballorchester am Ende den Donauwalzer, Radetzky-Marsch und Brüderlein fein aus Der Bauer als Millionär von Ferdinand Raimund.

## „Export“ des Wiener Opernballs

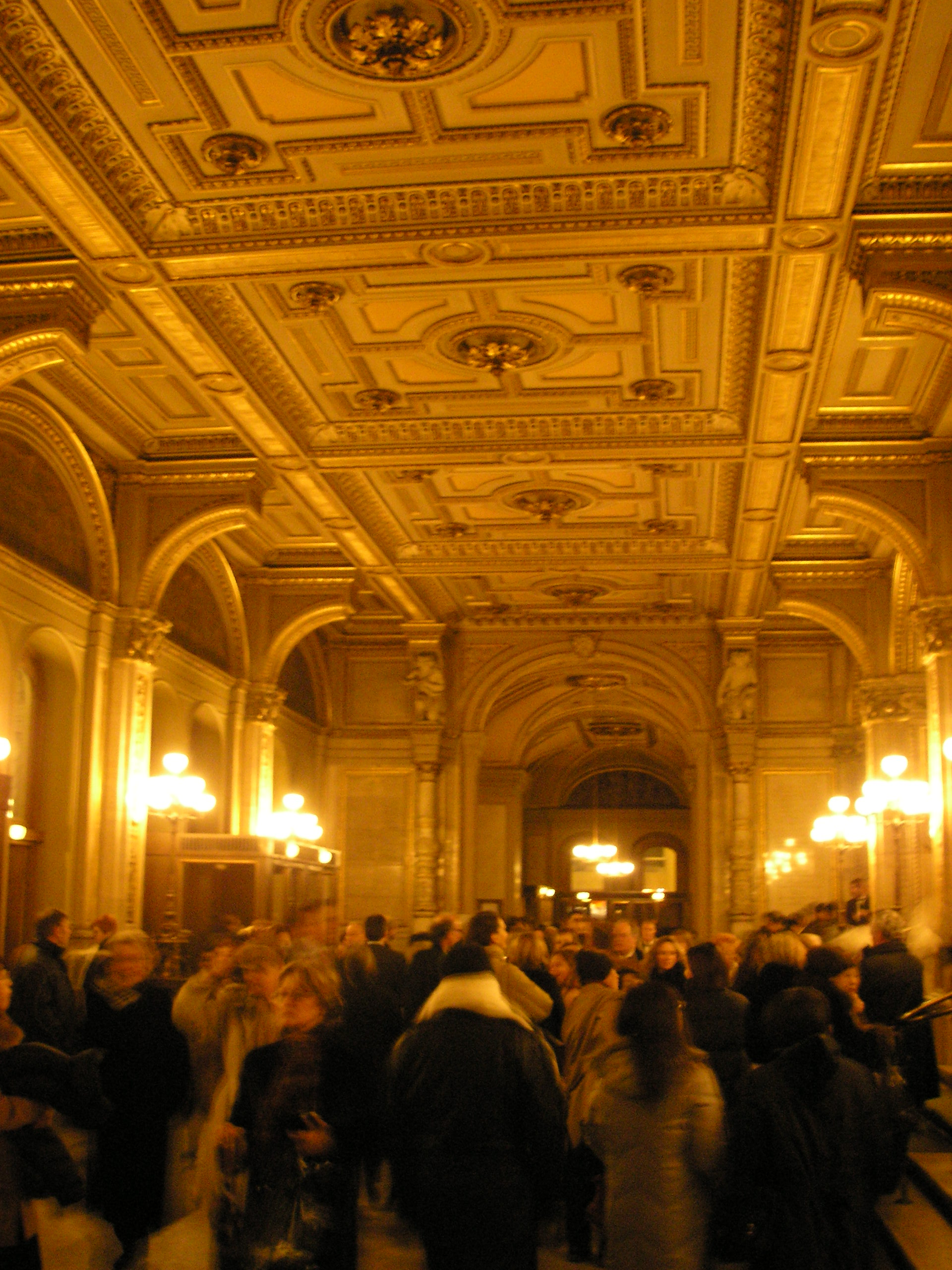
Foyer der Wiener Staatsoper

In einigen anderen Städten der Erde, zum Beispiel in New York City, wird ebenfalls ein Wiener Opernball organisiert. 2005 fand eine solche Veranstaltung erstmals in Dubai und Zagreb, 2007 in Kuala Lumpur statt.

## Medien
Seit 1969, mit Ausnahme der Jahre 1982 und 1983, überträgt der ORF – bis 2013 gemeinsam mit dem Bayerischen Rundfunk – den Opernball live im TV. Die Ausstrahlung erfolgt zeitgleich auf 3sat.
Beim ORF wurden seither zahlreiche verschiedene Moderatoren eingesetzt, die zumeist alle paar Jahre ausgewechselt werden. Kommentatoren im Studio sind seit 2001 Karl Hohenlohe und Christoph Wagner-Trenkwitz, seit 2003 Direktionsmitglied der Volksoper Wien.
Vorherrschend in den österreichischen Printmedien war von 1992 bis zu dessen Tod die Berichterstattung über den ehemaligen Bauunternehmer Richard Lugner und die Frage, welche prominente Person ihn für eine hohe Gage auf den Opernball begleitete.

### Moderatoren
| Jahr | Moderation und Interviews | Kommentatoren |                       |
| ---- | --- | --- | --------------------- |
| 1958 | Fritz Senger | Fritz Senger |                       |
| 1965 | Walter Pissecker | Walter Pissecker |                       |
| 1972 | Heinz Fischer-Karwin, Walter Richard Langer, Gerhard Vogl                                                                                    | Heinz Fischer-Karwin, Walter Richard Langer, Gerhard Vogl                                                                                    |                       |
| 1973 | Heinz Fischer-Karwin, Helmut Zilk | Walter Richard Langer | Walter Richard Langer |
| 1974 | Heinz Fischer-Karwin, Walter Richard Langer, Gerhard Vogl                                                                                    | Heinz Fischer-Karwin, Walter Richard Langer, Gerhard Vogl                                                                                    |                       |
| 1975 | Heinz Fischer-Karwin, Walter Richard Langer, Gerhard Vogl                                                                                    | Heinz Fischer-Karwin, Walter Richard Langer, Gerhard Vogl                                                                                    |                       |
| 1976 | Heinz Fischer-Karwin, Walter Richard Langer, Gerhard Vogl                                                                                    | Heinz Fischer-Karwin, Walter Richard Langer, Gerhard Vogl                                                                                    |                       |
| 1977 | Heinz Fischer-Karwin, Walter Richard Langer, Gerhard Vogl                                                                                    | Heinz Fischer-Karwin, Walter Richard Langer, Gerhard Vogl                                                                                    |                       |
| 1978 | Heinz Fischer-Karwin, Walter Richard Langer, Gerhard Vogl                                                                                    | Heinz Fischer-Karwin, Walter Richard Langer, Gerhard Vogl                                                                                    |                       |
| 1979 | Heinz Fischer-Karwin, Walter Richard Langer, Gerhard Vogl                                                                                    | Heinz Fischer-Karwin, Walter Richard Langer, Gerhard Vogl                                                                                    |                       |
| 1980 | Horst Friedrich Mayer, Robert Hochner, Ursula Stenzel und Hans-Paul Strobl                                                                   | Horst Friedrich Mayer, Robert Hochner, Ursula Stenzel und Hans-Paul Strobl                                                                   |                       |
| 1981 | Horst Friedrich Mayer, Eva Maria Klinger, Robert Hochner, Gerhard Vogl und Erwin Fischer                                                     | Horst Friedrich Mayer, Eva Maria Klinger, Robert Hochner, Gerhard Vogl und Erwin Fischer                                                     |                       |
| 1982 | Gertrude Aubauer, Gerhard Vogl, Erwin Fischer, Walter Seledec (keine TV-Live-Übertragung; siehe: Medien)                                     | Gertrude Aubauer, Gerhard Vogl, Erwin Fischer, Walter Seledec (keine TV-Live-Übertragung; siehe: Medien)                                     |                       |
| 1983 | Erwin Fischer und Gerhard Vogl (keine TV-Live-Übertragung; siehe: Medien)                                                                    | Erwin Fischer und Gerhard Vogl (keine TV-Live-Übertragung; siehe: Medien)                                                                    |                       |
| 1984 | Horst Friedrich Mayer, Ursula Stenzel, Erwin Fischer und Gerhard Vogl                                                                        | Horst Friedrich Mayer, Ursula Stenzel, Erwin Fischer und Gerhard Vogl                                                                        |                       |
| 1985 | Horst Friedrich Mayer, Erwin Fischer, Gerhard Vogl, Nora Frey, Reinhold Henke, Herbert Dobrovolny, Walter Seledec und Vera Russwurm für 3sat | Horst Friedrich Mayer, Erwin Fischer, Gerhard Vogl, Nora Frey, Reinhold Henke, Herbert Dobrovolny, Walter Seledec und Vera Russwurm für 3sat |                       |
| 1986 | Nora Frey, Ricarda Reinisch, Ernst Grissemann, Erwin Fischer, Gerhard Vogl und Reinhold Henke                                                | Nora Frey, Ricarda Reinisch, Ernst Grissemann, Erwin Fischer, Gerhard Vogl und Reinhold Henke                                                |                       |
| 1987 | Horst Friedrich Mayer, Nora Frey, Alfred Stamm, Gertrude Aubauer, Wolfgang Pav, Herbert Dobrovolny und Robert Reumann                        | Horst Friedrich Mayer, Nora Frey, Alfred Stamm, Gertrude Aubauer, Wolfgang Pav, Herbert Dobrovolny und Robert Reumann                        |                       |
| 1988 | Herbert Dobrovolny, Erwin Fischer und Nora Frey                                                                                              | Herbert Dobrovolny, Erwin Fischer und Nora Frey                                                                                              |                       |
| 1989 | Herbert Dobrovolny und Erwin Fischer | Herbert Dobrovolny und Erwin Fischer |                       |
| 1990 | Erwin Fischer | Herbert Dobrovolny | Herbert Dobrovolny    |
| 1992 | Herbert Dobrovolny und Erwin Fischer | Herbert Dobrovolny und Erwin Fischer |                       |
| 1993 | Herbert Dobrovolny und Erwin Fischer | Herbert Dobrovolny und Erwin Fischer |                       |
| 1994 | Max Schautzer, Eva Twaroch, Dieter Chmelar und Catherina Braunsteiner                                                                        | Max Schautzer, Eva Twaroch, Dieter Chmelar und Catherina Braunsteiner                                                                        |                       |
| 1995 | Horst Friedrich Mayer, Barbara Stöckl und Alfons Haider                                                                                      | Horst Friedrich Mayer, Barbara Stöckl und Alfons Haider                                                                                      |                       |
| 1996 | Horst Friedrich Mayer, Barbara Stöckl und Alfons Haider                                                                                      | Horst Friedrich Mayer, Barbara Stöckl und Alfons Haider                                                                                      |                       |
| 1997 | Horst Friedrich Mayer, Barbara Stöckl und Alfons Haider                                                                                      | Horst Friedrich Mayer, Barbara Stöckl und Alfons Haider                                                                                      |                       |
| 1998 | Horst Friedrich Mayer, Barbara Stöckl und Alfons Haider                                                                                      | Horst Friedrich Mayer, Barbara Stöckl und Alfons Haider                                                                                      |                       |
| 1999 | Ingrid Thurnher, Alfons Haider | Günther Ziesel | Günther Ziesel        |
| 2000 | Ingrid Thurnher, Barbara Rett, Dieter Chmelar                                                                                                | Ingrid Thurnher, Barbara Rett, Dieter Chmelar                                                                                                |                       |
| 2001 | Ingrid Thurnher, Dieter Chmelar | Karl Hohenlohe und Christoph Wagner-Trenkwitz                                                                                                |                       |
| 2002 | Ingrid Thurnher, Alfons Haider | Karl Hohenlohe und Christoph Wagner-Trenkwitz                                                                                                |                       |
| 2003 | Alfons Haider, Arabella Kiesbauer | Karl Hohenlohe und Christoph Wagner-Trenkwitz                                                                                                |                       |
| 2004 | Alfons Haider, Arabella Kiesbauer | Karl Hohenlohe und Christoph Wagner-Trenkwitz                                                                                                |                       |
| 2005 | Alfons Haider, Arabella Kiesbauer | Karl Hohenlohe und Christoph Wagner-Trenkwitz                                                                                                |                       |
| 2006 | Alfons Haider, Arabella Kiesbauer, Tamee Harrison                                                                                            | Karl Hohenlohe und Christoph Wagner-Trenkwitz                                                                                                |                       |
| 2007 | Alfons Haider, Barbara Rett, Arabella Kiesbauer, Tamee Harrison                                                                              | Karl Hohenlohe und Christoph Wagner-Trenkwitz                                                                                                |                       |
| 2008 | Alfons Haider, Barbara Rett, Claudia Stöckl, Marie-Claire Zimmermann (ZIB 2 live aus dem Teesalon)                                           | Karl Hohenlohe und Christoph Wagner-Trenkwitz                                                                                                |                       |
| 2009 | Alfons Haider, Barbara Rett, Dorian Steidl, Elke Winkens, Marie-Claire Zimmermann                                                            | Karl Hohenlohe und Christoph Wagner-Trenkwitz                                                                                                |                       |
| 2010 | Alfons Haider, Barbara Rett, Kati Bellowitsch, Claudia Reiterer, Dominic Heinzl                                                              | Karl Hohenlohe und Christoph Wagner-Trenkwitz                                                                                                |                       |
| 2011 | Alfons Haider, Mirjam Weichselbraun, Barbara Rett, Kati Bellowitsch, Klaus Eberhartinger                                                     | Karl Hohenlohe und Christoph Wagner-Trenkwitz                                                                                                |                       |
| 2012 | Alfons Haider, Mirjam Weichselbraun, Barbara Rett                                                                                            | Karl Hohenlohe und Christoph Wagner-Trenkwitz                                                                                                |                       |
| 2013 | Alfons Haider, Mirjam Weichselbraun, Barbara Rett                                                                                            | Karl Hohenlohe und Christoph Wagner-Trenkwitz                                                                                                |                       |
| 2014 | Alfons Haider, Mirjam Weichselbraun, Barbara Rett                                                                                            | Karl Hohenlohe und Christoph Wagner-Trenkwitz                                                                                                |                       |
| 2015 | Alfons Haider, Mirjam Weichselbraun, Barbara Rett                                                                                            | Karl Hohenlohe und Christoph Wagner-Trenkwitz                                                                                                |                       |
| 2016 | Alfons Haider, Mirjam Weichselbraun, Barbara Rett                                                                                            | Karl Hohenlohe und Christoph Wagner-Trenkwitz                                                                                                |                       |
| 2017 | Alfons Haider, Mirjam Weichselbraun, Barbara Rett                                                                                            | Karl Hohenlohe und Christoph Wagner-Trenkwitz                                                                                                |                       |
| 2018 | Alfons Haider, Mirjam Weichselbraun, Barbara Rett                                                                                            | Karl Hohenlohe und Christoph Wagner-Trenkwitz                                                                                                |                       |
| 2019 | Alfons Haider, Mirjam Weichselbraun, Barbara Rett                                                                                            | Karl Hohenlohe und Christoph Wagner-Trenkwitz                                                                                                |                       |
| 2020 | Alfons Haider, Mirjam Weichselbraun, Teresa Vogl                                                                                             | Karl Hohenlohe und Christoph Wagner-Trenkwitz                                                                                                |                       |
| 2023 | Mirjam Weichselbraun, Andi Knoll, Nadja Bernhard, Tarek Leitner, Teresa Vogl                                                                 | Karl Hohenlohe und Christoph Wagner-Trenkwitz                                                                                                |                       |
| 2024 | Marion Benda, Andi Knoll, Teresa Vogl, Mirjam Weichselbraun                                                                                  | Karl Hohenlohe und Christoph Wagner-Trenkwitz                                                                                                |                       |
| 2025 | Marion Benda, Andi Knoll, Teresa Vogl, Mirjam Weichselbraun, Silvia Schneider                                                                | Karl Hohenlohe und Christoph Wagner-Trenkwitz                                                                                                |                       |

## Künstler der Eröffnungszeremonie
- 1986: Eva Lind[31]
- 1990: Alfredo Kraus
- 1995: Bo Skovhus, Eliane Coelho
- 1999: Regina Schörg
- 2000: Bo Skovhus
- 2001: Konzertvereinigung Wiener Staatsopernchor (Va pensiero, Gefangenenchor aus Nabucco)
- 2002: Angela Denoke
- 2003: José Cura
- 2004: Anna Netrebko, Michael Heltau
- 2005: Elīna Garanča, Marcelo Álvarez
- 2006: Adrian Eröd, Ildikó Raimondi
- 2007: Anna Netrebko
- 2008: José Carreras
- 2009: Tamar Iveri, Ramón Vargas
- 2010: Boaz Daniel, Adrian Eröd, Anita Hartig, Teodora Gheorghiu, Ioan Holender, Simina Ivan, Nadia Krasteva, Janusz Monarcha, Gergely Németi, Ildikó Raimondi, Alexandra Reinprecht, Michaela Selinger, Alfred Šramek, Marian Talaba
- 2011: erstmals spielen die Wiener Philharmoniker anlässlich der Eröffnung des Opernballs, Elīna Garanča
- 2012: Wiener Philharmoniker unter der Leitung von Georges Prêtre, Angela Gheorghiu (Sopran)
- 2013: Valentina Naforniță und Adam Plachetka,[32] es dirigierte Peter Schneider
- 2014: Margarita Gritskova, Anita Hartig, Michael Schade[33]
- 2015: Olga Bezsmertna, Aida Garifullina, Carlos Álvarez
- 2016: Plácido Domingo, Olga Peretyatko[34]
- 2017: Jonas Kaufmann, Dirigentin Speranza Scappucci[35][36]
- 2018: Pavol Breslik, Valentina Naforniță[37]
- 2019: Anna Netrebko, Yusif Eyvazov[38]
- 2020: Piotr Beczała, Aida Garifullina
- 2023: Camilla Nylund, Lidia Baich und Andreas Schager
- 2024: Piotr Beczała, Elīna Garanča, Serena Sáenz
- 2025: Nadine Sierra, Maria Nazarova, Juan Diego Flórez und Daniel Jenz

## Alternative Bälle
Zeitgleich findet am Abend des Opernballs traditionell der Wiener Rosenball statt, bei welchem sich unter anderem die schwule Szene in Robe hüllt. (Aufgrund des Ausfalls mehrerer privater Sponsoren fand 2020 kein Rosenball statt.)
Weiters fand von 1998 bis 2004 am Tag des Opernballs der von der Straßenzeitung Augustin organisierte Opferball statt. Dieser betrachtete sich als Gegenveranstaltung zum Opernball und sollte die „Wiederbelebung des vergessenen Sinns des Faschings“ sein. Obdachlose hatten freien Eintritt, die Musikgruppen nahmen keine Gage, und die Einnahmen kamen dem Obdachlosen-Projekt zugute.

## Demonstrationen

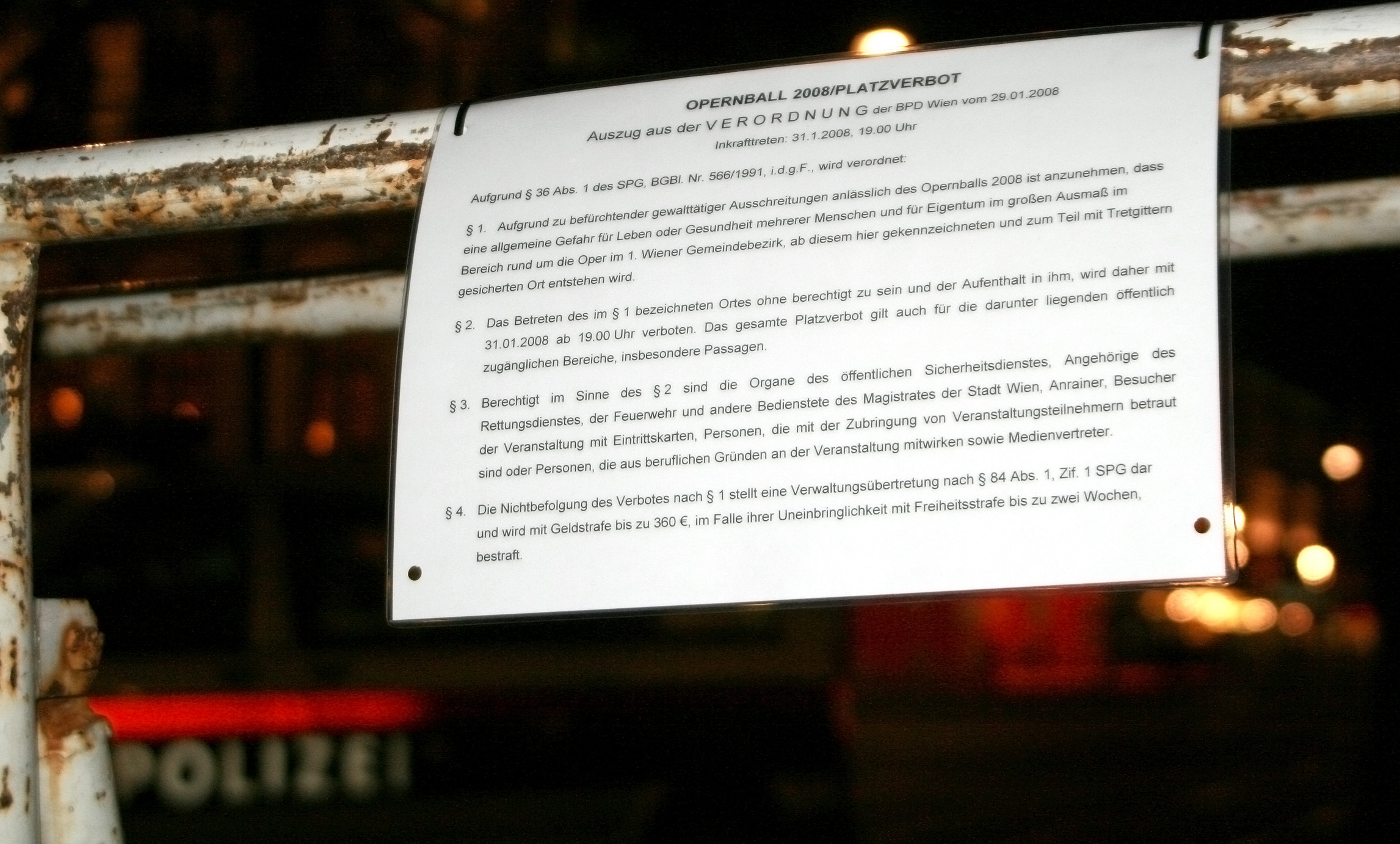
Polizeiliches Platzverbot in der Umgebung der Oper während des Opernballs 2008

Die erste Demonstration fand am 22. Februar 1968 statt und war der Beginn der wenigen Aktionen der österreichischen 68er-Bewegung. Es kam zu einer Sitzdemo auf den Rampen vor der Oper durch Studenten, die sich aus den Schaulustigen herauslösten, darunter Mitglieder des Verbands Demokratischer Studenten. Direkt vor den Eingang traute sich niemand zu setzen. Die Demonstranten wurden dann durch Polizisten weggetragen. Es wurden auch Flugblätter ins Foyer geschleudert und andere warfen von der Galerie Flugblätter ins Parkett.
Nach der spektakulären Aktion beim Neujahrskonzert 1982 konnten Mitglieder des losen Zusammenschlusses Rosa Wirbel beim Opernball im selben Jahr kurzzeitig die Transparente „Menschenrechte für alle“ und „Arsch im Mund – Kein krummer Hund“ aufspannen und rosa Flugzettel vom Balkon ins Parkett regnen lassen.
Seit 1987 aus Anlass des Besuchs von Franz Josef Strauß und als Protest gegen die Wiederaufarbeitungsanlage Wackersdorf war der Opernball fast jährlich das Ziel politischer Demonstrationen zu verschiedenen Themen, die die Anwesenheit des weltweiten Publikums ausnützten. In manchen Jahren kam es auch zu gewaltsamen Auseinandersetzungen zwischen Demonstrierenden und Polizisten. Weitere Proteste richteten sich gegen soziale Ungerechtigkeit („Eat the rich!“), den Hunger in der Dritten Welt, gegen die Pelztierzucht bis hin zu Protesten gegen die Koalitionsregierungen von ÖVP und FPÖ und den Irakkrieg. Ende der 1990er Jahre und Ende der 2000er Jahre ebbten die Proteste jeweils ab oder fielen komplett aus. Im Jahr 2000 ließ sich der als Adolf Hitler verkleidete Schauspieler Hubsi Kramar in einer Limousine zum Opernball chauffieren. Erst auf der Treppe zum Ballsaal wurde er von Polizisten festgenommen.
2011 fanden sich einige Vertreter der satirischen Gruppierung „Freunde des Wohlstands“ vor der Oper ein.
2017 und 2018 fanden wieder größere Opernballdemos statt.

## Sonstiges
- Der Opernball (1898), Operette über den Opernball in Paris, Musik: Richard Heuberger, Libretto: Victor Léon und Heinrich von Waldberg
  - Opernball (1939), Spielfilm, verlegt die Handlung der Operette nach Wien, Regie: Géza von Bolváry
  - Opernball (1956), Spielfilm, Regie: Ernst Marischka
  - Opernball (1998); Spielfilm, Regie: Urs Egger
- Der Ball ist Schauplatz von Josef Haslingers Roman Opernball (1995), der 1997 verfilmt wurde (siehe Film Opernball (1998)).
- Beim Opernball herrscht für männliche Besucher grundsätzlich Frackzwang, lediglich Ausgehuniformen werden als Alternative akzeptiert. Von Besucherinnen wird das Tragen eines bodenlangen Abendkleides erwartet.
- Am 20. Jänner 2016 wurde durch die Münze Österreich eine 20-Euro-Silbermünze Wiener Opernball herausgegeben.[48]
- Zum 67. Wiener Opernball am 27. Februar 2025 befand sich unter den Eröffnungspaaren erstmals ein homosexuelles Paar in schwarzem und weißem Frack[49]